# Don Dickinson
Don Dickinson (* 1947 in Prince Albert, Saskatchewan, Kanada) ist ein kanadischer Schriftsteller und Lehrer, der 1992 den Ethel Wilson Fiction Prize erhielt.

## Leben
Donald Percy Dickinson wurde 1947 in Prince Albert, Saskatchewan, geboren. Er studierte Englisch an der University of Saskatchewan und der University of British Columbia, wo er mit einem Master of Fine Arts 1979 abschloss. Er unterrichtete das Fach Englisch an High Schools und am College für über zwanzig Jahre. Heute arbeitet er als freier Schriftsteller und lebt in Lillooet, British Columbia.
Seinen ersten eigenständigen Band von Kurzgeschichten veröffentlichte er 1987 mit Fighting the Upstream. Sein erster Roman, The Crew (1992), stand auf der Shortlist des Books in Canada First Novel Awards und gewann 1992 den zu den BC Book Prizes gehörenden Ethel Wilson Fiction Prize. Bei diesem Werk wurde vor allen Dingen die vermeintliche Leichtigkeit des Schreibprozesses gelobt, der in der Realität jedoch gerade die Herausforderung sei, wenn die Geschichte mit derartiger Energie voranschreite und dennoch lesbar bleiben solle: „Don Dickinson does so many things so well that a reader might be forgiven for thinking that the things he does are easy. They aren`t. It isn`t easy to tell a story that moves forward with as much energy and sheer readability as The Crew.“
Die Kurzgeschichtensammlung Blue Husbands, die 1991 auf der Shortlist des Governor General’s Award for fiction stand, wurde ebenfalls aufgrund der kraftvollen Zeichnung ihrer Charaktere gelobt: „These well-crafted stories range in subject from a jilted husband’s attempt to win his family back by breaking the world push-up record to the cause-and-effect relationship between one man’s attempted suicide and the disabling of his rescuer’s son“.
Bei der Videoproduktion Peanuts (1994) war einer der Autoren für die zugrundeliegenden Texte für Grundschüler, denen anhand des Films die landwirtschaftliche Erzeugung und Nutzung der Erdnuss nahegebracht werden sollte.
In seinem zweiten Roman, der „Coming out of age“-Geschichte Robbiestime (2000) ließ Dickinson einige Charaktere aus Fighting the Upstream (1987) wieder auftreten. Die Geschichte spielt in den 1950er Jahren, als der elfjährige Robbie Hendershot aus Wasagam, Saskatchewan, mit den gravierenden Veränderungen innerhalb seiner Familie und damit seines eigenen Lebens konfrontiert wird. Der Bildungsroman wurde von der Kritik aufgrund seiner einfallsreichen, bildhaften und zum Teil drastischen Sprache gelobt und stellenweise mit Mark Twains Huckleberry Finn verglichen.

## Werk
Kurzgeschichten
- The accident business and other stories. Thesis (M.F.A.). University of British Columbia, Vancouver 1979.
- mit John Metcalf, Barry Dempster & Dave Margoshes: Third impressions. Oberon Press, Ottawa 1982, ISBN 978-088-750439-6.
- Fighting the Upstream. Oberon Press, Ottawa 1987, ISBN 978-088-750696-3.
- Blue Husbands.  Porcupine's Quill, Erin, Ontario 1991, ISBN 978-088-984123-9.
- mit John Metcalf (Hrsg.): The new story writers. Quarry Press, Kingston, Ontario 1992, ISBN 978-1550820386.

Romane
- The Crew. Coteau Books, Regina, Saskatchewan 1992, ISBN 1-550-50052-X.
- Robbiestime. HarperFlamingo, Toronto 2000, ISBN 0-002-25509-X.

Video
- mit David Moore, Tara Charendoff, Johnnie Chase & Felicity Williams: Peanuts. Films for the Humanities, Princeton 1994.

## Auszeichnungen und Nominierungen
- 1992: Shortlist; Governor General’s Award for fiction für Blue Husbands[4]
- 1992: Ethel Wilson Fiction Prize, The Crew
- 1993: Shortlist, Books in Canada First Novel Award, The Crew